# Joachim Bouflet
Pour les articles homonymes, voir Bouflet.
Joachim Bouflet, né d'un père français et d'une mère allemande le 5 février 1948, est historien et spécialiste des phénomènes mystiques. Il est également consultant auprès des postulateurs de la Congrégation pour la cause des saints, et membre de la société d'études et de recherches Anne-Catherine Emmerich.

## Biographie
Il effectue ses études secondaires au lycée Fabert à Metz de 1961 à 1965.
Alors qu'il suit des études d'histoire à Paris en 1968, Joachim Bouflet s'interroge sur sa foi et envisage un temps d'entrer chez les carmes. Il intègre le Tiers-Ordre carmélitain vers l'âge de 30 ans.

À l'occasion d'un voyage en Italie avec des amis en 1968, il est amené à rencontrer Padre Pio, prêtre capucin, pour lui demander de prier en faveur d'une amie handicapée,. Le saint stigmatisé joue un rôle décisif dans sa vocation d'« historien du surnaturel ». Il l'envoie à San Damiano, près de San Giorgio Piacentino, où se déroulent de prétendues apparitions mariales qui suscitent un fort engouement, mais que le capucin qualifie d'«opera diabolica» (œuvres du diable). Joachim Bouflet passe plusieurs mois là-bas, rencontre la voyante Rosa Quattrini, dite «Mamma Rosa», ainsi que son entourage, et observe le travail de la commission d'enquête,. De retour à Paris, il poursuit ses études jusqu'au doctorat et enseigne l'histoire pendant dix ans. 

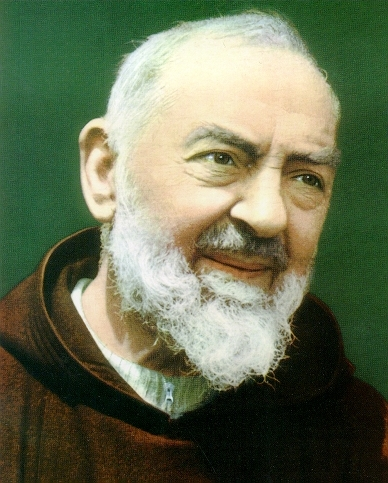
Padre Pio

## Travaux
Dans son Encyclopédie des phénomènes extraordinaires dans la vie mystique en trois volumes, publiés en 1992, 2002 et 2003, Joachim Bouflet se livre à une étude historique de manifestations surnaturelles telles que l'extase, la transverbération, la lévitation, la bilocation, l'inédie, la stigmatisation, etc.
Il étudie différentes apparitions mariales, comme celles de Garabandal et de Medjugorje. Sur cette dernière mariophanie, il publie plusieurs ouvrages, dont Medjugorje ou la fabrication du surnaturel en 1999, qui mettent en doute la véracité de ces apparitions,. 
En 2000, Il livre une « somme » de 700 pages rassemblant toute une série de fraudes mystiques intitulée Faussaires de Dieu,.
Il soutient en 2014 une thèse intitulée Institution et charisme dans l'église de 1846 à nos jours : la question du jugement épiscopal sur les apparitions mariales modernes et contemporaines dans le cadre de l'école doctorale Montaigne-Humanités de l'université Bordeaux-III,.
Il publie en 2020 aux éditions du Cerf  un volumineux Dictionnaire des apparitions de la Vierge Marie qui comprend près d'un millier de notices. Ce livre développe l'ouvrage Un signe dans le ciel. Les apparitions de la Vierge qu'il avait coécrit en 1997 avec l'historien Philippe Boutry.
Après la controverse suscitée par la parution en 2020 de La Fraude mystique de Marthe Robin du père Conrad De Meester, Joachim Bouflet publie Marthe Robin. Le verdict en mai 2021.
Il fait paraître en avril 2023 Impostures mystiques parmi lesquelles il range un certain nombre de cas contemporains : Maria Valtorta, William Kamm, et des personnalités en lien avec les apparitions de Medjugorje comme Vicka Ivanković, Tomislav Vlašić et Theresa Lopez,,,.
Hélène Carrère d’Encausse lui décerne en mai 2023 le prix littéraire de l’Œuvre d’Orient pour son livre Mariam, une sainte arabe pour le monde paru en 2022.

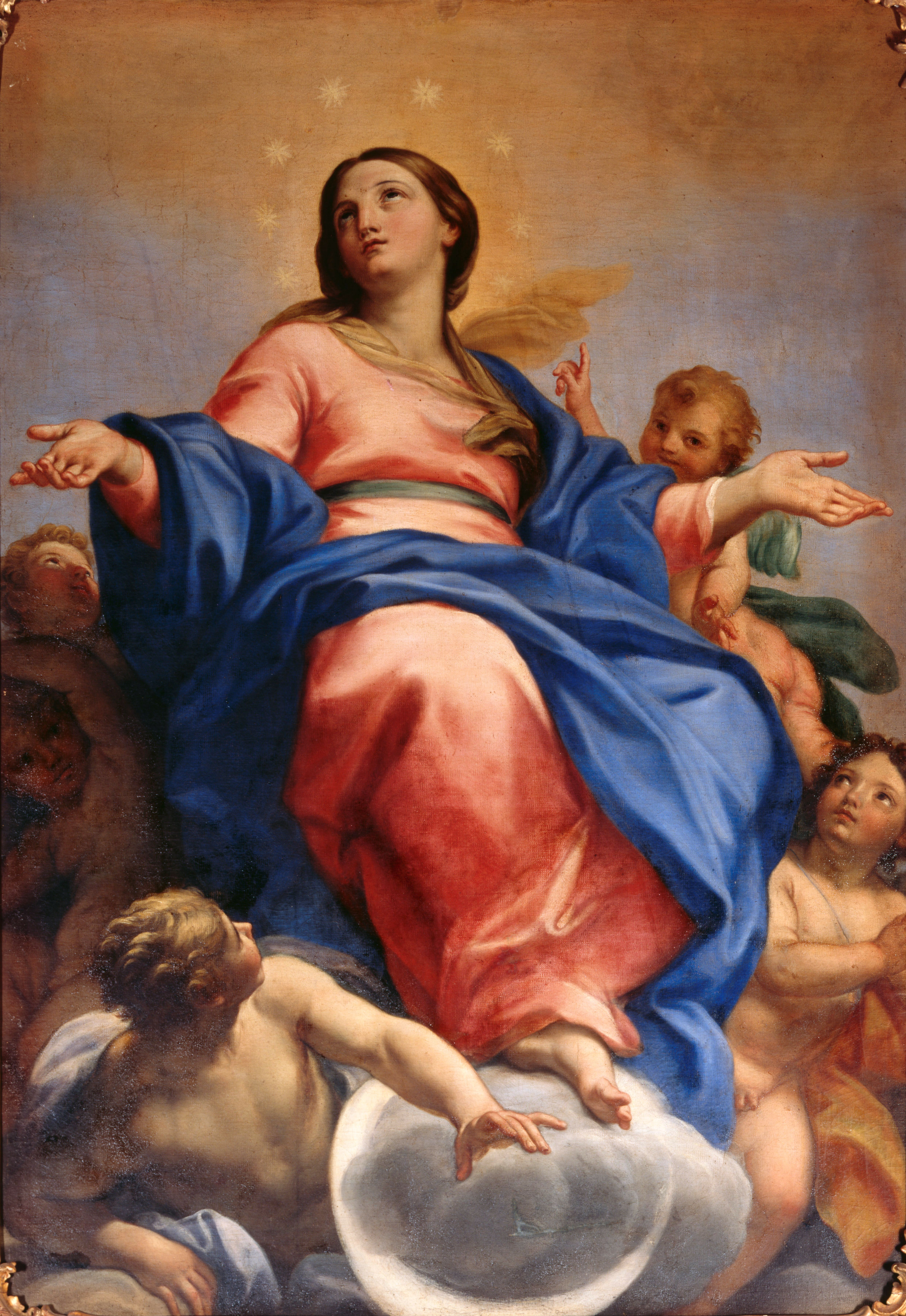
Vierge Marie

### Symphorose Chopin
En 1970, par l'intermédiaire d'une amie, Joachim Bouflet rencontre Symphorose Chopin qu'il côtoie jusqu’à sa mort en 1983,. Il témoigne à son sujet de phénomènes inexplicables qu'il affirme avoir observés en présence de plusieurs témoins : lévitation à 30 cm du sol et phénomènes lumineux. Il a été désigné comme expert en vue d'un éventuel procès en béatification.

## Publications
- Joachim Bouflet (préf. René Laurentin), Encyclopédie des phénomènes extraordinaires dans la vie mystique : Phénomènes objectifs, t. I, Paris, OEIL, 1992, 467 p. (ISBN 2-86839-273-3, BNF 35572671)
- Joachim Bouflet et Philippe Boutry, Un signe dans le ciel : Les apparitions de la Vierge, Éditions Grasset, 1997 (ISBN 978-2246520511)
- Medjugorje ou La fabrication du surnaturel, Salvator, 1999 (ISBN 978-2706702013)
- Joachim Bouflet, Faussaires de Dieu : Enquête, Paris, Presses de la Renaissance (réimpr. 2007 et 2024) (1re éd. 2000), 728 p. (ISBN 2-85616-697-0)
- Padre Pio: des foudres du Saint-Office à la splendeur de la vérité, Éditions Presses de la Renaissance, 2002 (ISBN 978-2856167984)
- Joachim Bouflet, Encyclopédie des phénomènes extraordinaires dans la vie mystique : Phénomènes subjectifs, t. II, Paris, Éditions Le Jardin des livres, 2002, 401 p. (ISBN 2-914569-05-X, BNF 39146021)
- Joachim Bouflet, Encyclopédie des phénomènes extraordinaires dans la vie mystique : Les anges et leurs saints, t. III, Paris, Éditions Le Jardin des livres, 2003, 315 p. (ISBN 2-914569-06-8, BNF 39146024)
- Anne-Catherine Emmerick, celle qui partagea la passion de Jésus, Éditions Presses de la Renaissance, 2004 (ISBN 978-2750900670)
- Ces dix jours qui ont fait Medj, aux sources des apparitions de Medjugorje, Éditions CLD, 2007 (ISBN 978-2854435122)
- Une histoire des miracles. Du Moyen Âge à nos jours, Éditions du Seuil, 2008 (ISBN 978-2020960168)
- Padre Pio. Le témoin (Voix spirituelles), Éditions Points, 2009 (ISBN 978-2757805992)
- La Lévitation chez les mystiques, Edition Le Jardin des Livres, 2013 (ISBN 978-2914569279)
- Institution et charisme dans l’Église de 1846 à nos jours : la question du jugement épiscopal sur les apparitions mariales modernes et contemporaines. (thèse), Université Michel de Montaigne - Bordeaux III, 2014, 560 p. (HAL tel-01424158)
- Fatima 1917-2017, Éditions du Cerf, 2017 (ISBN 978-2204118200)
- Quand Thérèse parlait aux mystiques: La sainte de Lisieux a bouleversé leur vie, Éditions Artège, 2019 (ISBN 979-1033608295)
- Dictionnaire des apparitions de la Vierge Marie - Entre merveilles et histoire, Éditions du Cerf, 2020 (ISBN 2204118222)
- Marthe Robin - Le verdict, Éditions du Cerf, 2021 (ISBN 978-2204145497)
- Mariam - Une sainte arabe pour le monde, Éditions du Cerf, 19 mai 2022 (ISBN 978-2204145923)
- Le charnier de la République, Salvator, mars 2023 (ISBN 978-2706723797)
- Impostures mystiques, Éditions du Cerf, avril 2023 (ISBN 978-2204155199)